# 전장운
전장운(全長雲, 1811년 ~ 1866년 3월 9일)은 조선의 천주교 박해 때에 순교한 한국 천주교의 103위 성인 중에 한 사람이다. 세례명은 요한(Ioannes)이다.

## 생애
전장운은 1811년에 한양에서 태어났으며, 독실한 천주교 신자인 어머니의 인도로 유아세례를 받았다. 그가 태어난지 얼마되지 않아, 그의 아버지는 세상을 떠났다.전장운은 어릴 때부터 농사와 가죽 가방을 만들며 가족을 부양했다.
1839년에 그는 체포되었지만, 그의 신앙의 깊이가 충분히 깊지 않았기 때문에, 극심한 고문과 박해는 그를 배교케 만들었고, 그는 석방되었다. 1839년의 기해박해 이후에, 그는 어머니의 격려로 자신의 배교를 뉘우쳤지만, 고해를 받아줄 사제는 남아 있지 않았다. 그래도 전장운은 속죄에 대한 희망을 버리지 않았다.
1845년에 최초의 한국인 사제 김대건 안드레아 신부가 조선으로 귀국하자, 전장운은 고해성사를 받았고 동료 교우들의 감탄과 존경을 받는 매우 충실한 천주교신자로 살았다.
전장운 요한은 결혼하여 세 명의 자식을 두었다. 베르뇌 주교는 그를 매우 독실한 신자로 인정하여, 그에게 세례를 베풀수 있는 권한을 주었으며 최형 베드로와 임치화 요셉과 함께 그를 교회 서적의 출판인으로 임명하였다.
새로이 박해가 시작되자, 인쇄소의 주인 임치화는 도피하였지만, 전장운은 그곳에 남아서 목판들을 지키려 하였다. 그는 "저는 하느님의 뜻을 따르겠습니다. 저는 이 목판들을 지켜야 합니다."라고 말하며 도망치기를 재촉하는 사람들의 말을 듣지 않았다.
1866년 3월 1일에 포졸들이 그 인쇄소를 급습하여, 전장운은 체포되었고, 목판들은 몰수되었다. 그는 극심한 고문을 받았지만, 예수와 마리아의 이름을 부르며 모든 고통을 견뎌냈다. 그는 포도청에서 1회의 심문을 받은 후, 의금부에서 9회의 심문과 2회의 형문을 받고 장형 32 대를 맞았고, 1866년 3월 6일에 형조로 이송되어, 3월 9일 사형을 선고받아 그날에 서소문 밖에서 최형과 함께 참수되었다. 그는 사형장에 도착했을 때, 그의 목을 자르는 망나니가 과거에 자신과 면식이 있는 전(前) 천주교우였음을 알아보았다. 망나니는 전장운의 목을 자르기를 주저했는데, 전장운은 그에게 이렇게 말했다. "당신은 임금님을 따르십시오. 저는 하느님을 따르겠습니다. 무엇을 망설이십니까?" 전장운은 참수되었고, 사흘 후에 장례가 치루어졌다. 그가 자신의 신앙에 따라 순교했들 때 그의 나이는 56세였다.

## 시복 · 시성
전장운 요한은 1968년 10월 6일에 성 베드로 대성당에서 교황 바오로 6세가 집전한 24위 시복식을 통해 복자 품에 올랐고, 1984년 5월 6일에 서울특별시 여의도에서 한국 천주교 창립 200주년을 기념하여 방한한 교황 요한 바오로 2세가 집전한 미사 중에 이뤄진 103위 시성식을 통해 성인 품에 올랐다.

## 참고 문헌
- Catholic Bishop's Conference Of Korea. 103 Martryr Saints: 전장운 요한 Ioannes B. Chon Chang-un 보관됨 2014-12-28 - 웨이백 머신
- 가톨릭 사전: 전장운